# Make-up story (album)
Make-up story is het tweede album van De nieuwe avonturen van de Kiekeboes, de opvolger van De Kiekeboes. De strip kwam uit op 19 juni 2024. 

## Verhaallijn
Voor haar tweede journalistiek onderwep verdiept Fanny zich in het reilen en zeilen van de cosmetica-industrie. Ze zoekt uit wat er in onze verzorgingsproducten zit en of er nog dierproeven in de labo's worden uitgevoerd. 
Het verhaal draait rond het bedrijf Cosmico, een producent van schoonheidsproducten en Alanis een schoonheidsspecialiste die voor eerlijke producten staat. Fanny brengt live verslag uit van een protestactie tegen vermeende diermishandeling bij Cosmico, waar de situatie escaleert wanneer Alanis klappen krijgt van de CEO (Chief executive officer of grote baas). Wanneer Fanny dit op haar vlog deelt, volgt een golf van woedende reacties vanuit activistische hoek. Hierdoor wordt de CEO ontslagen. Na een tweede ontmoeting met de CEO verdwijnt Alanis spoorloos ...